# Световен боксов съвет
Световен боксов съвет (WBC) е организация за професионален бокс.
Създадена е през 1963 г., от 11 национални организации по професионален бокс: Аржентина, Бразилия, Великобритания, Венецуела, Мексико, Панама, Перу, САЩ, Филипини, Франция и Чили.
Оглавява се от Хосе Сулейман.
Световни шампиони на тази организация са били легенди като:
- Мохамед Али
- Лари Холмс
- Шугър Рей Леонард
- Ленъкс Люис
- Виталий Кличко
- Майк Тайсън
- Джордж Форман
- Роберто Дюран
- Хулио Сезар Чавес
- Оскар де ла Оя
- Дионтей Уайлдър.

През 1990 г. в състава на Световен боксов съвет влиза и Източно-европейското боксово бюро, което през 1993 година е преобразувано в Бюро за страните от ОНД и славянските страни.